# 流し満貫
流し満貫（ながしマンガン）とは、麻雀における役のひとつ。流局時に、自分の捨て牌がすべて么九牌だった場合に成立する。ただし、捨てた牌を他家に1枚でも鳴かれている場合は成立しない。表記揺れとして流満貫（ながしマンガン）、別名として么九振切（幺九振切、ヤオチューふりきり） とも呼ばれる。

## 成立条件
通常の和了は手牌を和了形にすることで成立するが、この流し満貫は例外的に、手牌の形ではなく捨て牌を問う。成立の条件は
1. 流局時に、自分の捨て牌がすべて么九牌であること[注 1]
2. かつ、自身が捨てたすべての么九牌が1枚も鳴かれていないこと

である。これを満たしていれば、自分の手牌がどのような形であるかは関係ない。
なお、四開槓や四家立直などの途中流局の場合は、たとえそれまでの捨て牌がすべて么九牌であったとしても、流し満貫にはならない。

## 得点
役の性質上、成立時には放銃者がいないため、ツモあがり相当の扱いとして他家全員から点数の支払いを受ける。その名が示すとおり一般的には満貫として点棒のやりとりが行われるが、取り決めによって倍満ないし三倍満とするルールもある。また、巷間の三人打ち麻雀では流しを役満としていることも多い（特に、王牌を残さず、ドラ表示牌の横までツモって流局となるルールの場合）。
また、極めてまれなケースであるが、複数の者が同時に流し満貫を完成させることもある（最大3人。么九牌は全部で13種×4枚＝52枚しかなく、流局までには最低17牌捨てなければならないため）。この場合、ダブロンまたはトリプルロンありのルールであれば、全員が満貫のツモ和了として完成させた者同士の点数を相殺する。例えば東家と西家が完成させた場合、東家が+8000点（12000点-4000点）、西家が+4000点（8000点-4000点）、南家と北家が-6000点（-4000点-2000点）となる。ダブロンやトリプルロンなしのルールであれば、東家→南家→西家→北家の順のうち最も先に来る者が和了者となる特殊な頭ハネか、三家和による流局となる（副露がない場合は海底牌が南家になるため、西家→北家→東家→南家の順にするルールや、先に最終打牌をしたプレイヤーのあがりとするルールもある）。

## 扱い
流し満貫は通常の手役とは性格を異にする特殊な役であるため、そもそも流し満貫を正式な役として採用しないルールがあるほか、採用するルールでも和了役として扱う場合と扱わない場合がある（次節#採用状況節の一覧も参照のこと）。和了役として扱う場合はその局のノーテン罰符の収受は行われず、供託リーチ棒は流し満貫完成者が取得回収する。また、親が流し満貫を完成させた場合は、和了による連荘となる。一方、和了役として扱わない場合は、その局は流局として扱われる。細目は取り決めにもよるが、たとえば天鳳では、ノーテン罰符の収受が行われるかわりに流し満貫の点数の収受が行われ、その後、積み棒を1本増やして、親がテンパイであれば連荘、ノーテンであれば輪荘（親流れ）となる。

## 採用状況
- ルールの列のソートボタンで元の順序に戻る。

| ルール                              | 種別             |      |      | 採不採/得点   | 扱い     | 備考/細目                                                                                               | 出典          |
| ----------------------------------- | ---------------- | ---- | ---- | ------------- | -------- | --- | ------------- |
| 東風荘                              | ネット麻雀       | 四麻 | 三麻 | 満貫          | 流局扱い | サービス終了。                                                                                          | [ 7 ]         |
| 雀賢荘 / 雀荘ルール                 | ネット麻雀       | 四麻 |      | 満貫          | 和了扱い | | [ 8 ]         |
| 雀賢荘 / 公式ルール・競技ルール     | ネット麻雀       | 四麻 |      | 流し満貫なし  | －       | | [ 8 ]         |
| ハンゲーム 麻雀4                    | ネット麻雀       | 四麻 |      | 満貫          | 流局扱い | ワレメルールであっても流し満貫の得点は倍にならない。                                                    | [ 10 ] [ 11 ] |
| ハンゲーム 麻雀4 / 競技ルール       | ネット麻雀       | 四麻 |      | 流し満貫なし  | －       | | [ 10 ]        |
| ハンゲーム 三人麻雀                 | ネット麻雀       |      | 三麻 | 満貫          | 流局扱い | 積み符は加算されず、供託リーチ棒も回収できない。                                                        | [ 12 ]        |
| Maru-Jan                            | ネット麻雀       | 四麻 | 三麻 | 満貫 (5飜役)  | 和了扱い | 複数人成立時は上家取り                                                                                  | [ 4 ]         |
| ロン2                               | ネット麻雀       | 四麻 |      | 流し満貫なし  | －       | | [ 13 ]        |
| 天鳳                                | ネット麻雀       | 四麻 | 三麻 | 満貫          | 流局扱い | ノーテン罰符の精算を流し満貫の精算に代替。親テンパイで連荘。                                            | [ 6 ]         |
| 雀バト                              | ネット麻雀       | 四麻 |      | 流し満貫なし  | －       | 2012年2月29日にサービス終了。                                                                           | [ 14 ]        |
| 闘牌王                              | ネット麻雀       | 四麻 |      | 満貫 (4飜役)  | 和了扱い | | [ 15 ]        |
| 麻雀闘龍                            | ネット麻雀       |      | 三麻 | 満貫          | 和了扱い | 四麻では採用されていない。                                                                              |               |
| 雀龍門M                             | ネット麻雀       | 四麻 | 三麻 | 満貫          | 和了扱い | | [ 16 ]        |
| 雀魂                                | ネット麻雀       | 四麻 | 三麻 | 満貫          | 流局扱い | ノーテン罰符の精算を流し満貫の精算に代替。親テンパイで連荘。                                            | [ 17 ]        |
| 桃色大戦ぱいろん＋                  | ネット麻雀       | 四麻 |      | 満貫          | 流局扱い | 役ごとの戦績画面では流し満貫のみ「満貫」という独立したジャンルに入っている。サービス終了。              | [ 18 ]        |
| NMB48のカジュアルパーティー         | ネット麻雀       | 四麻 |      | 満貫 (5飜役)  | 和了扱い | | [ 19 ]        |
| 麻雀一番街                          | ネット麻雀       | 四麻 | 三麻 | 満貫          | 流局扱い | ノーテン罰符の精算を流し満貫の精算に代替。親テンパイで連荘。                                            |               |
| 麻雀格闘倶楽部                      | アーケード麻雀   | 四麻 | 三麻 | 満貫          | 流局扱い | | [ 20 ]        |
| 麻雀格闘倶楽部 / 競技ルール卓       | アーケード麻雀   | 四麻 |      | 流し満貫なし  | －       | | [ 20 ]        |
| セガNET麻雀 MJ Arcade               | アーケード麻雀   | 四麻 | 三麻 | 満貫          | 和了扱い | 河底牌が切られてから流局宣言がなされるまでにアガリボタンで申告する必要がある。                          | [ 21 ]        |
| セガNET麻雀 MJ Arcade / Mリーグ卓   | アーケード麻雀   | 四麻 |      | 流し満貫なし  |          | | [ 21 ]        |
| 日本プロ麻雀連盟                    | プロ団体         | 四麻 |      | 言及なし      | －       | | [ 22 ]        |
| 日本プロ麻雀協会                    | プロ団体         | 四麻 |      | 言及なし      | －       | | [ 23 ]        |
| 最高位戦日本プロ麻雀協会            | プロ団体         | 四麻 |      | 言及なし      | －       | | [ 24 ] [ 25 ] |
| 麻将連合                            | プロ団体         | 四麻 |      | 流し満貫なし  | －       | | [ 26 ]        |
| 101競技連盟                         | プロ団体         | 四麻 |      | 流し満貫なし  | －       | | [ 27 ]        |
| 麻雀最強戦                          | 団体等大会ルール | 四麻 |      | 流し満貫なし  | －       | 主催：竹書房                                                                                            | [ 28 ]        |
| THEわれめDEポン                     | 団体等大会ルール | 四麻 |      | 満貫          | 和了扱い | 主催：フジテレビ                                                                                        | [ 29 ]        |
| 欧州リーチ麻雀選手権                | 団体等大会ルール | 四麻 |      | 満貫 (5飜役)  | 不明     | 主催：ヨーロッパ麻雀協会 積み符を加算して支払い、供託リーチ棒は回収できる。手牌が門前であることが条件。 | [ 30 ]        |
| 『平成版 麻雀新報知ルール』         | 市販ルールブック | 四麻 |      | 流し満貫なし  | －       | 1997年発行、井出洋介監修                                                                                | [ 5 ]         |
| 『カラー版 麻雀教室』               | 市販ルールブック | 四麻 |      | 満貫          | 不明     | 1986年発行、栗原安行著                                                                                  | [ 1 ]         |
| 『新現代ルールによる 図解麻雀入門』 | 市販ルールブック | 四麻 |      | 役満 (三倍満) | 不明     | 1979年発行、天野大三/青山敬共著。傍流のルールブック。                                                   | [ 2 ]         |

## 歴史
流し満貫は中国由来のルールではなく、昭和20年代に日本で考案されたルールである。そもそも中国の麻雀には河の概念がなく、昭和初期に麻雀が日本化される過程で河の概念ができ、そのあとに流し満貫という役も生まれた。戦後のリーチ麻雀の隆盛と共に流し満貫は急速に広まり、1960年に日本牌棋院が初めて成文化、1970年代の第2次麻雀ブームの前後にはルールブックにも載るようになった。ただし、採用していない競技団体が多いことと、ローカルルールとしての出発点を持っていることから、ごくまれにいまだ流し満貫をローカル役としている場合も見られる。とはいえ現在の一般的なルールでは、特殊役ではあるものの正規の役の一つと考える場合がほとんどである。

## その他
流局となるまで17 - 18枚の么九牌を捨てる必要があるため、流し満貫より国士無双を狙う方が期待値が高い。
国士無双に必要な13種14牌を引かずに么九牌を17枚以上捨てるとしても、それらの牌で最低でも対子が5 - 6個、または暗刻が2 - 3個出来るため、やはり他の役を狙ったほうが期待値が高い。どちらかというと積極的に狙う役ではない。
ただし、国士無双を狙うと往々にして捨て牌ですぐにバレて警戒されることがある上、惜しげもなく中張牌を切る関係上他家の鳴きを許して先にあがられてしまう可能性がある。加えて、国士無双は13種の牌のうちどれか1種だけでも独占されるとそれだけで阻止されてしまう。それに対し流し満貫は一見するとタンヤオ系を目指して不要な字牌や么九牌を切っている（そして裏目に出ている）だけなのと区別が付きにくく、また流し満貫は特定の4枚の独占だけで阻止されると言ったケースが無い。これらの理由により、逆に国士無双よりは流し満貫の方が成立しやすいという考え方もある。
なお三人麻雀においては、四人麻雀と比べ成立しやすいか否かは比較が難しい。三人麻雀では一般的に萬子の2 - 8を使用しないが、これにより么九牌の総枚数は変わらない一方で中張牌の総枚数が28枚も減っているため、単純に么九牌を捨てる事が出来る期待値が大幅に高い。加えてチーが無いため捨て牌を鳴かれて不成立にされる危険が少ないので成立しやすいと見る者と、そもそも三人麻雀において四人麻雀より流局自体が少なく、流局時をもって成立とする流し満貫は成立が困難と見る者もいる。